# Schenefeld
Pour les articles homonymes, voir Schenefeld (homonymie).
Schenefeld est une ville de l'arrondissement de Pinneberg appartenant au Land du Schleswig-Holstein, en Allemagne.

## Géographie
La rivière Düpenau traverse la ville et est représentée symboliquement sur son blason.

## Histoire
Schenefeld a été mentionnée pour la première fois dans un document officiel en 1256.

## Jumelages
- Louninets (Biélorussie) depuis le 30 septembre 2001
- Voisins-le-Bretonneux (France) depuis le 20 mai 2006[1]